# كوينتن هوغ
كوينتن هوغ (بالإنجليزية: Quintin Hogg)‏ هو لاعب كريكت ولاعب كرة قدم بريطاني (وحمل سابقاً جنسية المملكة المتحدة لبريطانيا العظمى وأيرلندا) في مركز حراسة المرمى، ولد في 14 فبراير 1845 في لندن في المملكة المتحدة، وتوفي بنفس المكان في 17 يناير 1903. لعب مع Wanderers F.C. ‏.